# Melvin Burgess
Melvin Burgess (ur. 25 kwietnia 1954) – brytyjski pisarz, autor literatury dla dzieci i literatury młodzieżowej.
Jego pierwsza książka The Cry of the Wolf została wydana w 1990 roku. W 1996 roku została wydana powieść pt. Ćpun (ang. Junk), która okazała się jednym z najpopularniejszych tytułów literatury dla młodzieży lat dziewięćdziesiątych w Wielkiej Brytanii. Jest to obraz młodych nastoletnich ludzi szukających nowego miejsca i sposobu życia, później popadających w uzależnienie od heroiny. Powieść ta była też postrzegana w związku z głośnym filmem Trainspotting na podstawie książki Irvina Welsha pod tym samym tytułem Trainspotting.
W 2003 r. ukazała się kontrowersyjna książka pt. Doing It. W USA powstał serial na podstawie tej książki pod oryginalnym tytułem Life As We Know It. W innych utworach takich jak Bloodtide czy The Ghost Behind the Wall podejmował tematykę mniej realistyczną i czasami fantastyczną. W 2001 napisał książkową adaptację filmu Billy Elliot zrealizowanego na podstawie scenariusza Lee Halla.

## Książki
- 1990 – The Cry of the Wolf – Andersen Press
- 1992 – An Angel for May – Andersen Press
- 1992 – Burning Issy – Andersen Press
- 1993 – The Baby and Fly Pie – Andersen Press
- 1995 – Loving April – Andersen Press
- 1995 – The Earth Giant – Andersen Press
- 1996 – Junk – Andersen Press
- 1996 – Tiger, Tiger – Andersen Press
- 1997 – Kite – Andersen Press
- 1998 – The Copper Treasure – A & C Black
- 1999 – Bloodtide – Andersen Press
- 1999 – Old Bag – Barrington Stoke
- 1999 – Smack – Avon Books, Inc
- 2000 – The Birdman – Andersen Press
- 2000 – The Ghost Behind the Wall – Andersen Press
- 2001 – Billy Elliot (książka) – Chicken House
- 2001 – Lady: My Life as a Bitch – Andersen Press
- 2003 – Doing It – Andersen Press
- 2003 – Robbers on the Road – A & C Black
- 2005 – Bloodsong – Andersen Press
- 2006 – Sara’s Face – Andersen Press
- 2007 – Bloodsong – Penguin
- 2009 – „Nicholas Dane” – Andersen Press

### Książki wydane w Polsce
- 1998 – Ćpun (Junk) – Albatros
- 2001 – Więzy krwi (Bloodtide) – Albatros, ISBN 83-88087-44-4.
- 2002 – Lady. Jak stałam się suką (Lady: My Life as a Bitch) – Amber, ISBN 83-241-0151-9.
- 2005 – Pierwszy seks (Doing it), tłum. Grzegorz Kołodziejczyk – Albatros
- 2007 – Chłopaki i one (Doing it), tłum. Krzysztof Obłucki – Świat Książki, Bertelsmann Media, ISBN 978-83-7391-665-4.
- 2009 – Twarz Sary (Sara’s Face) – Albatros, ISBN 978-83-7359-823-2.
- 2012 – Nicholas Dane (Nicholas Dane) – Albatros, ISBN 978-83-7659-766-9.